# Transformada identidade
Em matemática, a transformada identidade é uma transformada integral cujo núcleo é a função delta de Dirac:
{\displaystyle {\mathcal {I}}\{f(x)\}=\int _{-\infty }^{\infty }f(u)\cdot \delta (u\;-\;x)\;du}

A transformação deve seu nome ao fato de mapear uma função qualquer f(x) nela mesma:
{\displaystyle {\mathcal {I}}\{f(x)\}=f(x)}